# Derocrepis
Derocrepis là một chi bọ cánh cứng trong họ Chrysomelidae.
Chi này được Weise miêu tả khoa học năm 1886.

## Các loài
Các loài trong chi này gồm:
- Derocrepis graeca Allard, 1884
- Derocrepis rufipes Linnaeus, 1758
- Derocrepis serbica Kutschera, 1860
- Derocrepis sodalis Kutschera, 1860
- Derocrepis whiteheadi Warchalowski, 1998